# Демидівська районна рада

Демидівська районна рада

Демидівська райо́нна ра́да — районна рада Демидівського району Рівненської області. Адміністративний центр — смт Демидівка.
У структурі Демидівської районної ради діє Президія, яка складається з Голови ради, його заступника, голови Демидівської районної державної адміністрації, голів постійних комісій та уповноважених представників фракцій.

## Склад ради
Загальний склад ради: 24 депутати.

### Керівництво
Голова районної ради - Радченко Сергій Іванович.
Заступник голови - Конський Віталій Віталійович.

#### Голови районної ради (з 2006 року)
| ПІБ                        | Основні відомості                                                               | Дата обрання | Дата звільнення |
| -------------------------- | ------------------------------------------------------------------------------- | ------------ | --------------- |
|                            | Голова районної ради, 1955 року народження, освіта вища, член «Партії регіонів» | 31.10.2010   | весна 2014      |
| Грач Станіслав Миколайович |                                                                                 | весна 2014   | 10.2015         |
| Радченко Сергій Іванович   |                                                                                 | 10.2015      | 01.12.2020      |

Примітка: таблиця складена за даними джерела

## Депутати 6 скликання

### Політична партія «Блок Петра Порошенка «Солідарність»
1. Радченко Сергій Іванович
2. Тарасюк Неоніла Іванівна
3. Януш Василь Вячеславович
4. Буйволюк Роман Дем’янович
5. Нечай Іван Андрійович
6. Якимович Галина Єрофеївна
7. Миронець  Іван Віталійович

### Політична партія Всеукраїнське об’єднання «Батьківщина»
1. Козуб Володимир Миколайович
2. Чайковська Ганна Микитівна
3. Солтис Петро Михайлович
4. Саликов Вадим Токевич
5. Мороз Аліса Андріївна
6. Кошманюк Мирослава Володимирівна

### Народна партія
1. Вінічук Володимир Дмитрович
2. Суходол Людміла Володимирівна
3. Гончарук Любов Олександрівна

### Політична партія Всеукраїнське об’єднання «Свобода»
1. Конський Віталій Віталійович
2. Менько Майя Михайлівна

### Політична партія «Конкретних справ»
1. Дунас Сергій Миколайович
2. Теслюк Микола Юрійович

### Політична партія «Прогрес»
1. Башмат Олександр Павлович
2. Куніцький Олександр Степанович

### Радикальна партія
1. Лещук Василь Захарович
2. Пекарський Ярослав Анатолійович

### Позафракційні
1. Гутюк Сергій Олексійович
2. Шурин Володимир Ілліч [3]